# 2004 OJ14
2004 OJ14 ist ein großes transneptunisches Objekt, das bahndynamisch als Scattered Disk Object (SDO) eingestuft wird. Aufgrund seiner Größe gehört der Asteroid zu den Zwergplanetenkandidaten.

## Entdeckung
2004 OJ14 wurde am 17. Juli 2004 von einem Astronomenteam, bestehend aus Larry Wasserman, David Trilling, J. Lovering, Marc Buie, James Elliot, J. Kane, M. Teyssier und Robert Millis, mit dem 4,0-m-Víctor M. Blanco-Teleskop (DECam) am Cerro Tololo-Observatorium (Chile) entdeckt. Die Entdeckung wurde am 4. September 2004 zusammen mit 2003 QF113, 2004 PR107, 2004 PS107 und 2004 PT107bekanntgegeben,
Der Beobachtungsbogen des Planetoiden beginnt mit der offiziellen Entdeckungsbeobachtung am 17. Juli 2004. Bisher wurde der Planetoid nur durch das Cerro Tololo- und das Las-Campanas-Observatorium (Chile) beobachtet. Im April 2017 lagen insgesamt lediglich 13 Beobachtungen über einen Zeitraum von 3 Jahren vor. Die bisher letzte Beobachtung wurde im Juli 2007 am Las-Campanas-Observatorium durchgeführt. (Stand 28. März 2019)

## Eigenschaften

### Umlaufbahn
2004 OJ14 umkreist die Sonne in 416,87 Jahren auf einer elliptischen Umlaufbahn zwischen 39,29 AE und 72,31 AE Abstand zu deren Zentrum. Die Bahnexzentrizität beträgt 0,296, die Bahn ist 22,41° gegenüber der Ekliptik geneigt. Derzeit ist der Planetoid 47,75 AE von der Sonne entfernt. Das Perihel durchläuft er das nächste Mal 1965, der letzte Periheldurchlauf dürfte also im Jahre 2382 erfolgt sein.
Sowohl Marc Buie (DES) als auch das Minor Planet Center (MPC) klassifizieren den Planetoiden als SDO; letzteres führt ihn allgemein auch als «Distant Object».

### Größe
Derzeit wird von einem Durchmesser von 303 km ausgegangen, basierend auf einem Rückstrahlvermögen von 4 % und einer absoluten Helligkeit von 6,7 m. Ausgehend von diesem Durchmesser ergibt sich eine Gesamtoberfläche von etwa 288.000 km2.
Da es denkbar ist, dass sich 2004 OJ14 aufgrund seiner Größe im hydrostatischen Gleichgewicht befindet und somit weitgehend rund sein könnte, erfüllt er möglicherweise die Kriterien für eine Einstufung als Zwergplanet. Mike Brown geht davon aus, dass es sich bei 2004 OJ14 um vielleicht einen Zwergplaneten handelt.
2004 OJ14 scheint eine bläuliche (neutrale) Färbung aufzuweisen, weswegen die Albedo als vergleichsweise tief angenommen wird.
| Jahr                                         | Abmessungen km | Quelle   |
| -------------------------------------------- | -------------- | -------- |
| 2018                                         | 232,0          | Johnston |
| 2018                                         | 303,0          | Brown    |
| Die präziseste Bestimmung ist fett markiert. |                |          |